# Хощевка (Маковський повіт)
Хощевка (пол. Choszczewka) — село в Польщі, у гміні Плоняви-Брамура Маковського повіту Мазовецького воєводства.
Населення — 18 осіб (2011).
У 1975-1998 роках село належало до Остроленцького воєводства.

## Демографія
Демографічна структура станом на 31 березня 2011 року:
|          | Загалом | Допрацездатний вік | Працездатний вік | Постпрацездатний вік |
| -------- | ------- | ------------------ | ---------------- | -------------------- |
| Чоловіки | 10      | 1                  | 7                | 2                    |
| Жінки    | 8       | 0                  | 4                | 4                    |
| Разом    | 18      | 1                  | 11               | 6                    |